# Patio de los Azulejos

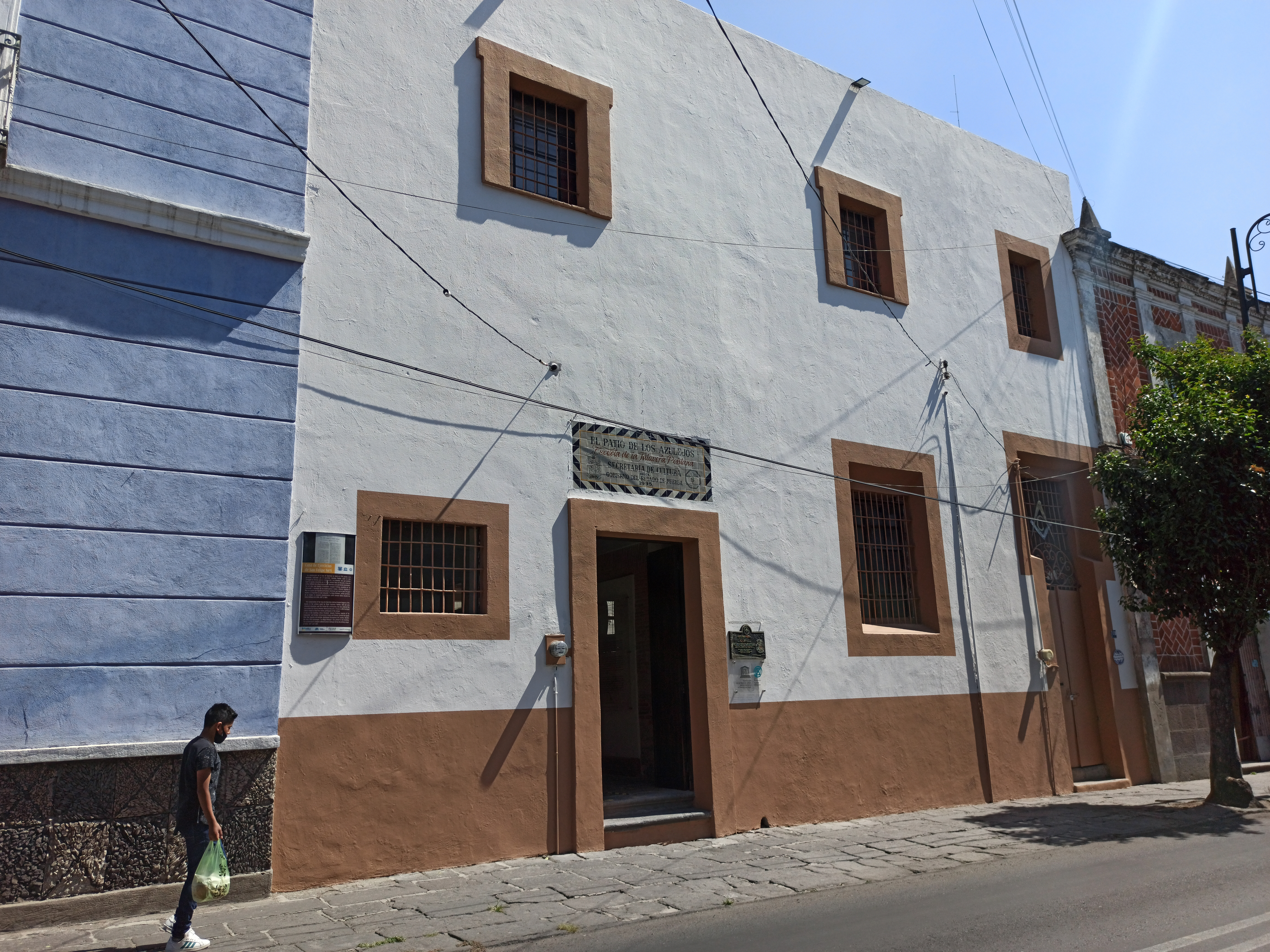
Entrada principal

El Patio de los Azulejos es un inmueble histórico que data del siglo XVII de la Ciudad de Puebla. Formó parte del conjunto arquitectónico del Templo de Nuestra Señora de la Concordia; se encuentra ubicada en la actual calle 11 poniente número 108 en el Centro Histórico de la mencionada ciudad.

## Historia
En 1670 se inicia la construcción de la actual iglesia de la Concordia, por instrucción del obispo Diego Osorio y a cargo de Florian Reynoso, dedicada a la Sta. Cruz y a San Felipe Neri, sobre la que fuera Iglesia de la Veracruz, empezándose a construir desde sus cimientos, ya que la existente estaba muy deteriorada y fue derruida. 
A partir de 1692 se empieza a construir el oratorio de San Felipe Neri, que inició como una casita de ejercicios entre la capilla de Jesús y los cuatro cuartos que habitaban los concordantes. Para entonces el complejo contemplaba: templo, claustro, aposentos y cuartos accesorios.
Al siglo siguiente se continuaron los trabajos de construcción de la Casa de Ejercicios, entre 1771 y 1790, y fue gracias al padre Cayetano Medina. La casa llegó a contar con 36 aposentos y áreas comunes como: una capilla, un refectorio, confesionarios y deambulatorios. En el interior de esta edificación hay un patio que hoy en día se conoce como "De Los Azulejos", que se distingue por una peculiar decoración a base de ladrillo, azulejo de talavera, piedra laja y yesería.
En la Casa de Ejercicios había una imprenta en la que se elaboraban los billetes de lotería (de donde sacaban recursos), fue ahí donde se imprimió el Plan de Iguala en 1816 en el que se proclama la emancipación de la Nueva España. Posteriormente, el padre Joaquín Furlong envió una imprenta a las fuerzas independentistas. También en esta casa de imprimió “La Abeja Poblana” primer periódico de la ciudad.
Durante la Guerra de Reforma, en el sitio de 1856, la Concordia fue de los edificios más afectados, sin embargo el Patio de los Azulejos no sufrió daño. 
La aplicación de las Leyes de Reforma consiguió la expropiación de la Casa de Ejercicios del oratorio de San Felipe Neri, pero los concordantes acudieron al hermano del padre Joaquín Furlong, Cosme Furlong, para pedir su intervención y así recuperaron la casa con la condición de que se utilizara para fines diferentes a los originales, por lo que el claustro se convirtió en la escuela Gabino Barreda.
En 1914 este oratorio fue invadido por el gobierno, saqueando gran parte del archivo, pinturas, esculturas y objetos ornamentales para uso de la iglesia. Ante estos hechos, se abandonó el recinto y desde entonces se le arrendó a una logia masónica.
En 1995 la Secretaría de Cultura de Puebla instala una escuela de talavera en el Patio de los Azulejos, misma que dejó de funcionar a raíz del sismo de 1999, cuyos daños fueron reparados en trabajos recientes de restauración.

## Arquitectura

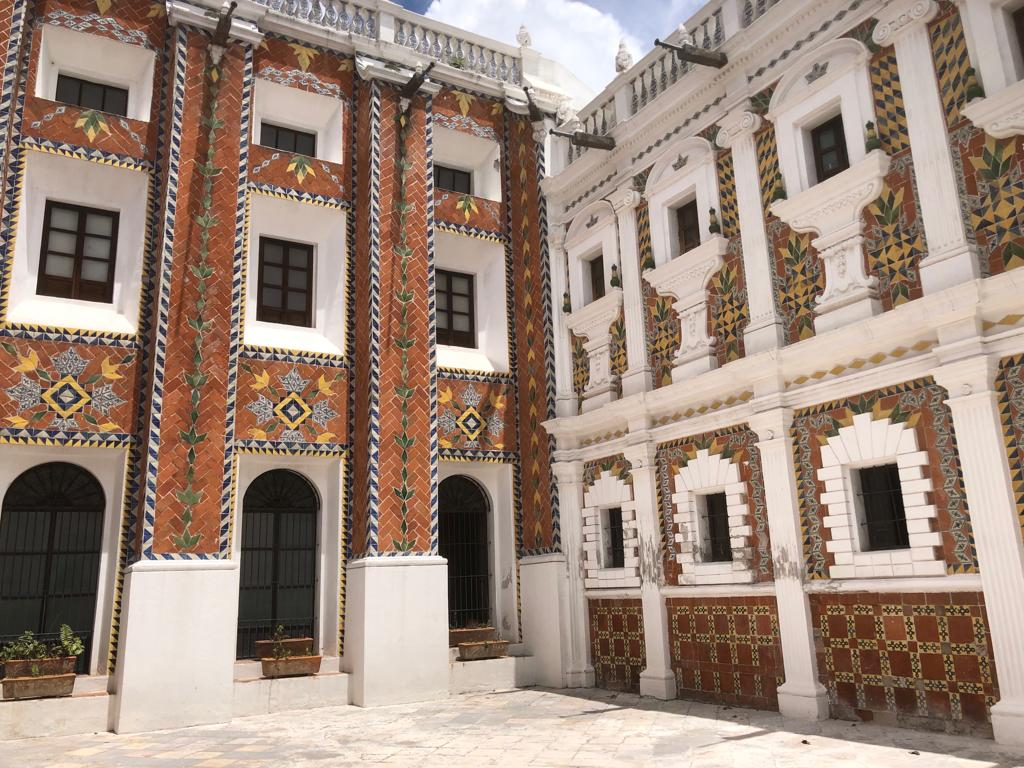
Patio de los Azulejos.

El patio es de planta irregular, como casa de ejercicios que fue originalmente, se planteó como un patio cerrado que alude a un paraíso interior; bajo los parámetros del orden universal y geométrico propio de la época. 
Hay un claro estilo barroco con motivos manieristas y elementos clásicos, ya que para entonces, la academia es la embajadora de la razón y modernidad.
Cabe notar que las fachadas no mantienen una continuidad formal con la intención de evitar la monotonía. También el uso determina la diversidad, pues se distinguen los espacios de uso común (capilla, refectorio) con mayor altura en fachada y aparejo; de los espacios de reflexión personal como son las celdas en las crujías Oriente y Sur.
Son sus elementos ornamentales molduras, guardamellas, balaustradas, florones y pilastras de fustes estriados rematados con capiteles dóricos en la planta baja y jónicos en la alta; elaborados con material mixto y cubiertos de argamasa, lo que crea fuertes contrastes en las fachadas, al tiempo que ilumina el espacio.
La distribución de volúmenes esta conjugada de tal forma que las calles se delimitan por los contrafuertes que tienen una decoración de ladrillo y azulejo es en petatillo.
Los colores de los azulejos son ad hoc con las funciones originarias del patio:predomina el amarillo ocre, que alude al oro y con ello a la divinidad; azul y azul con blanco que hace referencia a la Virgen María, y el verde a las plantas del paraíso.